# Амитида Мидийска
Амитида (ок. 630 пр.н.е. – 565 пр.н.е.) е мидийска принцеса и съпруга на Навуходоносор II, цар на Нововавилонското царство (упр. 605 – 562 пр.н.е.).
Тя е дъщеря или внучка на Киаксар, царът на Мидия (упр. 625 – 585 пр.н.е.), и сестра или дъщеря на цар Астиаг (упр. 585 – 550 пр.н.е.).
През 585 пр.н.е. Киаксар омъжва Амитида с вавилонския престолонаследник Навуходоносор II, синът на цар Набопаласар (упр. 626 – 605 пр.н.е.), и сключва мир с Вавилония.
За да не тъгува Амитида за родното си място, около 575 пр.н.е. нейният съпруг Навуходоносор II построява Висящите градини на Вавилон.